# Општина Подолени (Њамц)
Подолени (рум. Podoleni) општина је у Румунији у округу Њамц.
Oпштина се налази на надморској висини од 329 m.